# Campylobacter
Campylobacter (altgriechisch καμπὐλος kampylos = krumm, βακτήρια bakteria = Stab) (vereinzelt auch Camphylobacter) ist eine Gattung korkenzieherförmiger (Spirillen) Bakterien, die Krankheiten wie Campylobacter-Enteritis (Campylobacteriose) hervorrufen kann. Sie sind gramnegativ, mikroaerophil und polar begeißelt. Der Gattungsname wurde 1963 von Sebald und Veron festgelegt. Früher wurden Vertreter der Gattung als „mikroaerophile Vibrionen“ bezeichnet und zu der Familie Vibrionaceae gezählt.
Das Genom der folgenden Arten ist vollständig sequenziert: Campylobacter concisus, C. curvus, C. fetus, C. hominis und C. jejuni.

## Merkmale
Die Zellgröße liegt im Bereich von 0,2–0,8 × 0,5–5 Mikrometer. Sie sind entweder mit jeweils einer einzelnen Geißel unipolar an einem Ende oder bipolar an beiden Enden der Zelle begeißelt. Die Zellen können sich im Laufe der Kultur von korkenzieherförmig zu kokkenförmig ändern. Die meisten Arten von Campylobacter sind Katalase- und Oxidase-positiv, zu den Katalase-negativen zählen beispielsweise C. sputorum, C. concisus, C. mucosalis und C. helveticus. Die medizinisch wichtigen C. fetus subsp. fetus, C. coli, C. jejun subsp. jejuni sind Katalase-positiv.

## Stoffwechsel
Die Arten der Gattung Campylobacter sind chemoorganotroph, und zwar Nitrat-Atmer. Das bedeutet, sie haben einen oxidativen Energiestoffwechsel und verwenden Nitrat als Oxidans, anstelle des bei der „normalen“ aeroben Atmung verwendeten Sauerstoffs (O2). Elektronendonatoren sind Aminosäuren und Zwischenprodukte des Tricarbonsäurezyklus, die durch Nitrat oxidiert werden. Kohlenhydrate werden nicht verwendet.

## Pathogenität
Viele Campylobacter spezies sind für den Menschen krankheitserregend, andere sind ungefährlich und natürliche Mitbewohner des Menschen und verschiedener Tiere.
Beim Menschen ausgelöste Erkrankungen sind meist lebensmittelbedingt, die pathogenen Bakterien der Campylobacter-Gruppe gehören zur Gruppe der Zoonoseerreger. Sie können von Tieren auf den Menschen übertragen werden und dort zu einer Erkrankung führen. Sie befinden sich auch oft auf rohem Geflügelfleisch (Stand 2017: Durchseuchungsrate in Großbritannien bei 50 %). Bei Tieren wie Schwein oder Rind bleibt die Infektion häufig unentdeckt, weil diese meist keine Krankheitssymptome zeigen. Im Haushalt hingegen, insbesondere bei Geflügelfleisch, ist auf gute Küchenhygiene zu achten, um Kreuzkontaminationen zu vermeiden. Die Behördliche Lebensmittelüberwachung in Deutschland führt daher epidemiologische Studien durch. Sie empfiehlt Verbrauchern die Produkte gut durchzugaren. Wesentlich zu dieser Empfehlung trägt bei, dass (anders als andere Bakterien) Campylobacter sich nicht im oder auf dem Lebensmittel vermehrt, es besteht also meist die realistische Chance diese Mikroorganismen durch Hitze abzutöten, so dass sie sich nicht im Darm eines Wirtes vermehren können und somit keine Durchfallerkrankung bedingen können. Hersteller von Lebensmitteln werden im Sinne einer vorbeugenden Produkthaftung dazu angehalten, entsprechende Zubereitungshinweise aufzudrucken. Seit 1. Januar 2018 gilt eine gesetzliche Untersuchungspflicht für Masthähnchen innerhalb der Europäischen Union. Die Umstände der Schlachthygiene sind jedoch nach wie vor besorgniserregend.
Die Erreger C. jejuni und C. coli können beim Menschen eine entzündliche Durchfallerkrankung (Campylobacter-Enteritis) auslösen. Campylobacter ist, noch vor den Salmonellen, der häufigste bakteriellen Durchfallerreger – kein bakterieller Erreger überhaupt wird so oft gemeldet. Der meistnachgewiesene Vertreter ist C. jejuni. Für den Menschen weniger wichtige Durchfallerreger sind C. lari, C. fetus und C. upsaliensis. Sehr selten tritt auch C. helveticus als Erreger auf. Einige Arten wie C. curvus, C. showae und C. gracilis können an Parodontitis beteiligt sein.
C. fetus (Synonym: Vibrio fetus) verursacht neben dem Durchfall beim Menschen auch einen enzootischen Campylobacter-Abort bei Rindern und Schafen. C. hyointestinalis und C. mucosalis sind Verursacher einer nekrotisierende Enterokolitis bei Schweinen.

## Meldepflicht
In Deutschland ist der direkte oder indirekte Nachweis von darmpathogenen Campylobacter sp. namentlich meldepflichtig nach § 7 des Infektionsschutzgesetzes (IfSG), soweit der Nachweis auf eine akute Infektion hinweist. Die Meldepflicht betrifft in erster Linie die Leitungen von Laboren (§ 8 IfSG).
In der Schweiz ist der positive und negative laboranalytische Befund von Campylobacter spp. für Laboratorien meldepflichtig und zwar nach dem Epidemiengesetz (EpG) in Verbindung mit der Epidemienverordnung und Anhang 3 der Verordnung des EDI über die Meldung von Beobachtungen übertragbarer Krankheiten des Menschen.